# Сіркіс Ізраїль-Йосиф Шмерелевич
Ізраїль-Йосиф Шмерелевич Сіркіс (Срул-Йосеф Шмерелевич Сіркіс, Ісраель Йосеф Сіркіс, Ісраель Йосеф ха Леві Сіркіс, Ісроел Йосеф Сіркіс) (1860, с. Яришів, Подільська губернія — 1928, Кишинів, Бессарабія) — єврейський драматург та письменник, писав на івриті, філантроп, купець першої гільдії.

## Життєпис
Був одним з чотирьох дітей в купецькій родині. Згодом переїхали до Могилева-Подільського.
Писав художню та філософічну прозу, драматургічні твори, публіцистику.
Перший твір — повість «Нааре Бейт-аМідраш»- надрукована 1886 року в газеті «хаМіцпа».
- 1886 — трагедія в чотирьох діях «Нікмат ібрія»,
- 1887 — «Естер, чи життя на новій землі» — про єврейських емігрантів в Америці,
- 1887 — «Кітве бен кефар»,
- 1888 — «Різні кольори життя. Замальовки: мій меланхолійний товариш. Ця шапка»,
- 1893 — «Тева хаТевуна»,
- 1902 — «Руах хадаша»,
- 1904 — «Ме-олам хаХасідут»,
- 1906 — «Махут хаМусар»,
- 1917 — «Вінець милосердя: дослідження біопсихології ненависті до Ізраїлю»,
- 1927 — «Сефер Моше» («Книга Мойсея»).

Як благодійник підтримував періодику, котра виходила на івриті («хаШілоах») та палестинофільські організації.
Після подій 1917 року переїхав з родиною до Одеси, проживав на вулиці Канатній.
З установленням радянської влади переїздить до Кишинева (на той час румунська Бессарабія).
Його племінники — Штаєрман Марк Якович — доктор технічних наук, професор, Штаєрман Ілля Якович — доктор фізико-математичних наук, член-кореспондент АН УРСР, Штаєрман Юлій Якович — доктор технічних наук.